# Cantó d'Arràs-Nord
El cantó d'Arras-Nord és un cantó francès del departament del Pas de Calais, situat al districte d'Arràs. Té 3 municipis i part del d'Arràs.

## Municipis
- Arràs (part)
- Athies
- Saint-Laurent-Blangy
- Saint-Nicolas

## Història
| Data d'elecció                           | Identitat           | Partit                      | Qualitat |
| ---------------------------------------- | ------------------- | --------------------------- | -------- |
| 1945-1959                                | Georges Auphelle    | SFIO                        |          |
| 1949-1961                                | Jean Lefranc        | RPF, després CNI            |          |
| 1961-1967                                | Roger Poudonson     | MRP                         |          |
| 1967-1979                                | Léon Fatous         | PS                          |          |
| 1979-1992                                | Jean-Marie Truffier | UDF-CDS                     |          |
| 1992-2011                                | Jean-Pierre Deleury | PS, després MDC, després PS |          |
| 2011-                                    | Nicolas Desfachelle | PS                          |          |
| les dades anteriors no són pas conegudes |                     |                             |          |
|                                          |                     |                             |          |

## Demografia
| A partir de 1990: Població sense dobles comptes |